# 蒼い鳥 (フジファブリックの曲)
「蒼い鳥」（あおいとり）は、日本のバンド、フジファブリックの通算7枚目のシングル。

## 解説
- ドラマー・足立房文の脱退後、初のシングル。サポートドラマーとして城戸紘志が参加している。
- 松田龍平、hitomi主演、塚本晋也監督の映画『悪夢探偵』エンディングテーマとして起用された映画公開記念限定シングル。
- オリコン初登場9位。初のTOP10入りを果たす。PVは存在しない。
- 10,000枚限定生産シングルであり、現在は廃盤。ネットオークション等で高額取引されている。
- 映画主題歌でありながらオリジナルアルバムには収録されず、シングル自体が廃盤ということもありメディアへの露出は非常に少ない状態であったが、2010年に発売されたベストアルバム『SINGLES 2004-2009』にアルバム初収録され、音源の入手が容易になった。

## 収録曲
| 全作詞・作曲: 志村正彦、全編曲: フジファブリック。 |              |          |            |      |
| #                                                  | タイトル     | 作詞     | 作曲・編曲 | 時間 |
| 1.                                                 | 「蒼い鳥」   | 志村正彦 | 志村正彦   | 6:43 |
| 2.                                                 | 「東京炎上」 | 志村正彦 | 志村正彦   | 4:26 |

1. 蒼い鳥 (6:43)
  - 映画『悪夢探偵』エンディングテーマ。
2. 東京炎上 (4:26)
  - カップリング。3rdアルバム『TEENAGER』にもアルバムバージョンとして収録されている。『FAB BOX』の「シングルB面集 2004-2009」にも収録されている。